# 猿の惑星: 聖戦記
『猿の惑星: 聖戦記』（さるのわくせい: グレート・ウォー、原題：War for the Planet of the Apes）は、2017年制作のアメリカ合衆国のSF映画。ピエール・ブールによる同名のSF小説を原作にした『猿の惑星シリーズ』を新しい解釈で描いた新シリーズの完結作。フランチャイズ通算では9作目の映画化作品となる。
当初は2016年7月29日公開の予定だったが、2015年1月に20世紀フォックスは公開日を2017年7月14日に変更した。また、邦題は『猿の惑星: 大戦記』の予定だったが、2017年3月に変更となった。

## あらすじ
復讐心に囚われた猿のコバの反乱によって、猿と人間の戦争が引き起こされてから二年。地球の支配権と互いの種としての生存を巡る争いは激化の一途を辿り、猿たちの指導者シーザーは姿を隠して人間に対する聖戦を画策していると噂されていた。
また、シーザーに粛清されたコバのかつての部下で、シーザーへの復讐に燃える赤毛のゴリラ・レッドを筆頭に、猿達の中でも人間側へと寝返る裏切り者も出始め、猿と人間の争いは混迷を極めつつあった。
戦いの続くある日、人間の軍隊であるアルファ・オメガ部隊は猿との戦いに敗れて囚われの身になり、猿のリーダーであるシーザーと対面する。だが、シーザーは噂に反して人間との戦いを望んではおらず、和平交渉の使者とするために、敢えて人間の捕虜たちを無傷で送り返した。
猿の集落へと帰ってきたシーザーの前に、集落からしばらく離れていた側近のチンパンジー・ロケットと、シーザーの息子にして群れの後継者・ブルーアイズが戻ってくる。より安全な新天地を求めて旅に出ていたブルーアイズたちは、砂漠を越えた先に新天地となり得る安全な土地を見つけたのだという。シーザーたちは新天地発見の喜びを分かち合いながら眠りに就く。
その夜、ふと目を覚ましたシーザーは、集落の中に人間の兵士達が入り込んでいることを察知。集落の内部での殺戮は何とか防いだものの、アルファ・オメガ部隊の指揮官であるウェズリー・マカロー大佐によってシーザーは息子のブルーアイズと妻のコーネリアを殺されてしまう。翌朝、旅立とうとする猿の群れを尻目に、ウェズリー大佐への復讐の為に群れを離れるシーザー。その後ろから古い仲間であるロケットとオランウータンのモーリス、ゴリラのルカが追いつき、シーザーと行動を共にすることを決める。かくして四匹の猿による決死の旅が始まった。
旅の途中、人間の拠点と目して立ち寄ったキャンプの跡地でシーザーたちはウェズリー大佐の命を受け小屋で病状観察をしている兵士と遭遇、銃撃戦になりかけたところでシーザーが兵士を射殺する。キャンプの跡地を調べた結果、小屋の中で一人の少女を見つけるシーザーたち。見つかった人間の少女、ノヴァは何らかの病気で言葉を喋ることができないようだった。当初はノヴァを置き去りにしようとしたシーザーだったが、孤児になってしまったノヴァの境遇を哀れんだモーリスの請願により、旅へ同行させることを決める。
人間達のキャンプ地へ潜入したシーザーたちは、先日の集落での襲撃から行方を晦ましていたアルビノのゴリラ・ウィンターと再会。人間を恐れるウィンターは、人間に寝返ったゴリラのレッドに脅されてスパイとなり、自らの身の安全と引き換えに猿の集落への襲撃を手引きしていた。そこで人間の兵士達に見つかりそうになり、大声を上げようとしたウィンターを取り押さえているうちにシーザーはウィンターを誤って絞め殺してしまう。「エイプ（猿）はエイプを殺さない」と自ら掲げておきながらウィンターを殺してしまった罪悪感から、シーザーは自身が粛清したコバの幻影に悩まされるようになる。
人間達の後を追うシーザーたちは、人間の兵士達が仲間の人間を処刑しているという奇妙な光景を目撃する。人間同士で殺しあっている状況を訝るシーザーたちは、殺された兵士がノヴァのように言葉を喋れなくなっていることに気がつく。やがて人間達を見失ったシーザーたちの前に盗人が現れる。盗人の正体は、人間のように衣類を纏い、動物園で育ったために英語は流暢に喋れるが手話を使うことが出来ないという変わり者の猿バッドエイプだった。人間のキャンプ地で聞いたウィンターの話と、バッドエイプからの情報を照らし合わせることで、バッドエイプが語るところの“人間動物園”なる施設の正体がかつての猿インフルエンザ患者の隔離施設であり、現在のウェズリー大佐たちアルファ・オメガ部隊の拠点であると推察したシーザーたちは、バッドエイプの案内で大佐達の拠点へと向かう。
雪山を越え、ついにアルファ・オメガ部隊の基地へ辿りついたシーザーたちだったが、偵察の最中に人間の兵士に見つかりそうになり、シーザーを庇ったルカが殺されてしまった。これ以上自らの復讐に付き合わせるわけにいかないと悟ったシーザーは古い仲間からも離れ、単身乗り込もうとしたところをゴリラのレッドに見つかり捕らえられてしまった。
アルファ・オメガ部隊の基地でシーザーは、新天地に向かったはずの息子コーネリアスや亡きブルーアイズの恋人レイクをはじめとする仲間の猿達と再会する。新天地を目指してシーザーと別行動をとっていた猿の群れはアルファ・オメガ部隊に捕らえられ、基地を改築する強制労働に従事させられてしまっていた。捕らえられた猿達が劣悪な環境で働かされている状況を目の当たりにし、かつてのコバと同じように復讐心に囚われるあまりに判断を間違えたことをシーザーは深く後悔する。
猿達の労働環境改善に向けて交渉するため、大佐と対面したシーザー。ウェズリー大佐のアルファ・オメガ部隊が実は人間の反逆者であること、捕らえた猿達に作らせているのは人間同士の争いに備える防壁であることを見抜いたシーザーに対し、ウェズリー大佐は驚くべき事実を語り始める。猿の知能向上と引き換えに多くの人命を奪ったALZ113こと猿インフルエンザは、数年の時を経てさらなる変異を起こしていた。新型の猿インフルエンザに感染した人間は言葉を喋る能力を失い、やがては理性も奪われた末に退化して動物同然になってしまうというのだ。ウェズリー大佐のアルファ・オメガ部隊はその蔓延を防ぐ為、聖戦と称して新型猿インフルエンザの発症者を殺しており、新型猿インフルエンザへの対処を巡って人間の軍隊の本部と内部抗争を起こしていたのだった。
基地の外で、捕らえられた仲間を救う方法を模索していたロケットたちは、かつての猿インフルエンザ患者達が脱走の為に作ったと思われる抜け穴を発見した。そこでロケットは一計を案じ、わざと人間の基地で姿を現して捕らえられることで檻の中へと入り込み、仲間たちの脱走を手引きすることになる。ロケットの手引きで仲間の猿達を外へと逃がすシーザーたち。そこへ、反逆者であるアルファ・オメガ部隊を抹殺しようと人間の軍隊が現れ、人間同士による大規模な戦闘が勃発する。
自らの復讐を終わらせるため、乱戦に乗じてウェズリー大佐の部屋へ忍び込んだシーザー。そこでシーザーが見たものは、シーザーを助けようと基地へ忍び込んだノヴァのぬいぐるみから新型猿インフルエンザに感染し、自らも喋ることができなくなったウェズリー大佐の姿だった。死を乞うウェズリー大佐を前にシーザーは復讐を躊躇、シーザーが自身を殺してくれないことを悟ったウェズリー大佐は自らの手で拳銃自殺を遂げた。
猿の脱走に気付いたアルファ・オメガ部隊は、猿の群れに対して銃撃を仕掛け始める。仲間達を救おうとするシーザーと、かつての同族達が殺される光景を見て心変わりを起こしたレッドの助けで窮地を脱したシーザーの活躍により基地が爆破され、アルファ・オメガ部隊は壊滅。また、アルファ・オメガ部隊を葬ろうとやってきた人間の本隊も、基地の爆発が引き起こした雪崩によって全滅し、樹上へと逃れた猿の群れだけが生き残った。
その後、群れを率いてようやく新天地へと到達したシーザー。しかし、シーザーはアルファ・オメガ部隊との戦いで受けた負傷がもとで身動きもままならない体となり、新たな故郷と成った新天地で喜びを分かち合う仲間達を暖かく見つめながら、その波乱に満ちた生涯を終えた。

## キャスト
※括弧内は日本語吹替。
猿（エイプ）
- シーザー - アンディ・サーキス（小原雅人）

猿たちの指導者であるチンパンジー。
- バッド・エイプ - スティーヴ・ザーン（柳沢慎吾）

シエラ・サファリ動物園出身の変わり者のチンパンジー。人間のように衣類を纏い、英語は流暢に喋れる一方、手話を使うことが出来ない。
- モーリス  - カリン・コノヴァル（斉藤次郎）

サーカス出身のシーザーの仲間であり助言者のボルネオオランウータン。彼の復讐への旅に同行することとなる。
- ロケット - テリー・ノタリー

シーザーに忠実なチンパンジー。彼に同行することとなる。
- レッド / ドンキー - タイ・オルソン（白熊寛嗣）

かつてコバの部下だったマウンテンゴリラ。人間側へ"ドンキー"として寝返る。
- ルカ - マイケル・アダムスウェイト

シーザーに同行することとなる衛兵であり、最高指揮官のマウンテンゴリラ。
- コバ - トビー・ケベル（三宅健太）

シーザーへの反乱を引き起こしその末に彼に粛清されたボノボ。掟を破ってしまったシーザーの前に幻影として現れる。
- コーネリア - ジュディ・グリア

シーザーの妻。ウェズリー大佐に殺害される。
- レイク - サラ・カニング

ブルーアイズの若いチンパンジーの妻。
- ブルーアイズ - マックス・ロイド＝ジョーンズ

シーザーの息子にして群れの後継者だったが、ウェズリー大佐に殺害される。
- コーネリアス - デヴィン・ダルトン

シーザーの息子。
- ウインター - アレクス・ポーノヴィッチ

アルビノのニシローランドゴリラ。レッドに脅されアルファ・オメガ部隊のスパイとなる。
人間
- ウェズリー・マカロー大佐 - ウディ・ハレルソン（大川透）

アルファ・オメガ部隊の指揮官。
- ノヴァ - アミア・ミラー

無口の少女。シーザー達に同行することとなる。
- プリーチャー - ガブリエル・チャバリア（阪口周平）

ウェズリー大佐の右腕の兵士。
- アルファ・オメガ部隊の隊長 - ロジャー・クロス

- ボイル - チャド・ルック

防御壁の建設を視察する検疫施設の兵士。
- ラング - メルセデス・デ・ラ・ゼルダ

その他
- 日本語吹替版ナレーター - 山野井仁

丸山壮史/烏丸祐一/岡井カツノリ/藤翔平/船木まひと/志賀麻登佳/菊地達弘/田所陽向/辻井健吾/臼木健士朗/中島智彦/井川秀栄/佐野康之/橘潤二/白石兼斗/吉田麻美

## 製作

### 企画
20世紀フォックスとチャーニン・エンターテインメントは、マット・リーヴスが引き続き第3作の監督を務めることを確認した。2014年1月に第3作の製作が公表され、リーヴスの他に脚本のマーク・ボンバックやプロデューサーのピーター・チャーニン、リック・ジャッファ&アマンダ・シルヴァーも引き続き製作に参加する。同年11月、シーザー役のアンディ・サーキスはMTVのインタビューで、「物語は前作の出来事から5年後になるかも知れない」と発言している。
2015年5月に、タイトルが「War of the Planet of the Apes」であることが発表された。同年8月、Deadline.comはガブリエル・チャバリアが人間役で出演することを報じた。9月には、ウディ・ハレルソンが悪役で出演することをハリウッド・リポーターが報じた。10月にTheWrapは、スティーヴ・ザーンが猿役として出演することを報じた。この他に、アミア・ミラーが人間の少女ノバ役に、ジュディ・グリアとカリン・コノヴァルが前作に引き続きコーネリア役とモーリス役を演じ、アレクス・ポーノヴィッチとサラ・カニングが猿役で出演することが判明した。ミラーが演じるノバは、1968年公開の『猿の惑星』に登場する女性ノヴァと同名人物となっている。
2015年10月14日からカナダ・ブリティッシュコロンビア州バンクーバーで主要撮影が開始された。撮影は2016年3月までの予定で行われ、サーキスは撮影が予定通りに終了したことをコメントした。

### 他作品からの影響
2016年のニューヨーク・コミコンで、リーヴスは本作が様々な映画から影響を受けていることを述べている。これについてリーヴスは「『新世紀』の撮影が終わった後、私とマック（ボンバック）が最初にしたことは何百万本の映画を観たことでした。私たちは、"ハリウッドの脚本家が何をするのかと人々が想像していること"を考えようとしましたが、実際には誰もしていませんでした。私たちはフォックスから劇場を借りて映画を観続けました。猿の惑星シリーズ、戦争映画、西部劇映画、『スター・ウォーズ エピソード5/帝国の逆襲』など、あらゆる映画を観ました。限られた時間だったにもかかわらず、私たちは多くのインスピレーションを得ました」と述べている。
リーヴスとボンバックは、製作中に『戦場にかける橋』と『大脱走』を鑑賞してインスピレーションを得た。また、聖書の要素も必要と感じた二人は、さらに『ベン・ハー』と『十戒』も鑑賞している。これらの映画から得たインスピレーションは、シーザーと大佐の関係を描く際に活かされている。リーヴスはシーザーと大佐の関係を『戦場にかける橋』のニコルソン大佐と斉藤大佐の関係と比較して述べており、大佐を探すシーザーの旅は『アウトロー』と比較している。また、大佐率いる米軍部隊は『地獄の黙示録』のカーツ大佐の部隊の影響を受けていると指摘されている。大佐役のハレルソンは、この指摘が正しいことを認めている。

### マーケティング
2015年11月22日に、映画の舞台裏を紹介した映像がテレビ放送された。この映像はAMCのテレビドラマ『ウォーキング・デッド』の合間に放送された。
2016年10月5日には、監督のリーヴス、シーザー役のサーキス、プロデューサーのクラークがニューヨーク・コミコンの特別イベントに出席した。イベントで、サーキスは自身がモーションキャプチャを行い製作されたゲームが発売されることを公表した。2017年秋に『Planet of the Apes: Last Frontier』がPlayStation 4、Xbox One、PC用ゲームとして発売された。

## 興行収入
本作は公開週末に5,000万から6,000万ドルの興行収入を記録すると予想されたが、競合する映画スタジオでは確立された前2作の評価と口コミから判断し、7,000万から8,000万ドルの興行収入を記録すると予想していた。映画アナリストはチケットの売り上げを調査した結果、夏には売り上げが減少していることが判明した。これは、人気シリーズの続編（『パイレーツ・オブ・カリビアン/最後の海賊』、『トランスフォーマー/最後の騎士王』）やリブート作品（『ザ・マミー/呪われた砂漠の王女』）が立て続けに公開されたことで観客にフランチャイズ作品を観ることへの疲労が生じたためと分析している。その反面、批評の多い映画（『ガーディアンズ・オブ・ギャラクシー: リミックス』、『ワンダーウーマン』、『スパイダーマン:ホームカミング』）は見積通りの成績を挙げていると指摘している。
本作は3,021スクリーンで公開され、前日のプレミア上映では前作を20%上回る500万ドルの収益を上げ、公開初日には2,210万ドルの興行収入を記録した。公開第1週末の興行収入は、前作の記録7,260万ドルを22%下回る5,630万ドルとなった。第2週末の興行収入は2,900万ドルで興行収入ランキング第4位となったが、前作の同時期と比べ50.4%の減少となった。第3週末の興行収入は1,050万ドルで興行収入ランキングは第6位となったが、これは前2作（『創世記』1,610万ドル、『新世紀』1,680万ドル）よりも低い記録だった。

## 評価

### 批評
本作はキャスト（特にサーキス）の演技、音楽、視覚効果、撮影手法、道徳的に複雑な内容などが高い評価を受けた。Rotten Tomatoesには266件のレビューが寄せられ、支持率93%、平均評価8.1/10となり、「驚異的な特殊効果と息を呑む脚本が結び付き、再起動された三部作を終わらせる強力な物語になっています」と批評している。Metacriticでは50件の批評に基づき82/100のスコア、CinemaScoreでは「A-」評価となっている。
ニューヨーク・タイムズのA・O・スコットは、「これまでで最も美しいエピソードであり、また最強の模範でもある。商業面を重視して不器用に作られたユニバース作品に溢れた時代の中で、独創的で技術的に明確な思考を以て作られた」と批評し、サーキスの演技についても「シーザーを演じたアンディ・サーキスの演技力は、現代映画で特筆されるべきものである」と称賛している。ローリング・ストーンのピーター・トラヴァースは四つ星満点中三ツ星半を与え、「サーキスの共鳴力と感情は、シェイクスピア俳優そのものだ。サーキスはオスカーを受賞するに値する」と批評し、「シリーズ9作目となる『聖戦記』は、1968年のオリジナル版以来最高のエイプ映画だ」と絶賛した。

### 受賞・ノミネート
| 映画賞                                             | 授賞式            | 部門                                       | 対象 | 結果       | 出典          |
| -------------------------------------------------- | ----------------- | ------------------------------------------ | --- | ---------- | ------------- |
| ゴールデン・トレーラー賞                           | 2017年 6月6日     | モーション/タイトル・グラフィック賞        | - 猿の惑星: 聖戦記 - 20世紀フォックス - ワイルドカード | ノミネート | [ 55 ] [ 56 ] |
| ゴールデン・トレーラー賞                           | 2017年 6月6日     | サマー・ブロックバスター・テレビスポット賞 | - 猿の惑星: 聖戦記 - 20世紀フォックス - ワイルドカード | ノミネート | [ 55 ] [ 56 ] |
| ハリウッド映画賞                                   | 2017年 11月5日    | 視覚効果賞                                 | - ダニエル・バレット - ダン・レモン - ジョー・レッテリ - エリック・ウィンクイスト | 受賞       | [ 57 ]        |
| ハリウッド・ポスト・アライアンス・アワード         | 2017年 年11月16日 | 視覚効果賞                                 | - ダニエル・バレット - アンダース・ラングランズ - ダン・レモン - ジョー・レッテリ - ルーク・ミラー - エリック・ウィンクイスト - WETAデジタル | 受賞       | [ 58 ] [ 59 ] |
| 第19回ティーン・チョイス・アワード                 | 2017年 8月13日    | サマー映画賞                               | 20世紀フォックス | ノミネート | [ 60 ]        |
| 第16回ワシントンD.C.映画批評家協会賞               | 2017年 12月8日    | モーションキャプチャ演技賞                 | アンディ・サーキス | 受賞       | [ 61 ]        |
| 第16回ワシントンD.C.映画批評家協会賞               | 2017年 12月8日    | モーションキャプチャ演技賞                 | スティーヴ・ザーン | ノミネート | [ 61 ]        |
| 第16回サンフランシスコ・ベイエリア映画批評家協会賞 | 2017年 12月10日   | 主演男優賞                                 | アンディ・サーキス | 受賞       | [ 62 ] [ 63 ] |
| 第16回サンフランシスコ・ベイエリア映画批評家協会賞 | 2017年 12月10日   | 作曲賞                                     | マイケル・ジアッチーノ | ノミネート | [ 62 ] [ 63 ] |
| 第22回サンディエゴ映画批評家協会賞                 | 2017年 12月11日   | 視覚効果賞                                 | 猿の惑星: 聖戦記 | 受賞       | [ 64 ]        |
| 第30回シカゴ映画批評家協会賞                       | 2017年 12月12日   | 作曲賞                                     | マイケル・ジアッチーノ | ノミネート | [ 65 ]        |
| 第2回シアトル映画批評家協会賞                      | 2017年 12月18日   | 作曲賞                                     | マイケル・ジアッチーノ | ノミネート | [ 66 ] [ 67 ] |
| 第2回シアトル映画批評家協会賞                      | 2017年 12月18日   | 視覚効果賞                                 | - ジョー・レッテリ - ダン・レモン - ダニエル・バレット - ジョエル・ウィスト | 受賞       | [ 66 ] [ 67 ] |
| 第11回ヒューストン映画批評家協会賞                 | 2018年 1月6日     | 主演男優賞                                 | アンディ・サーキス | ノミネート | [ 68 ] [ 69 ] |
| 第11回ヒューストン映画批評家協会賞                 | 2018年 1月6日     | 作曲賞                                     | マイケル・ジアッチーノ | ノミネート | [ 68 ] [ 69 ] |
| 第11回ヒューストン映画批評家協会賞                 | 2018年 1月6日     | 視覚効果賞                                 | 猿の惑星: 聖戦記 | ノミネート | [ 68 ] [ 69 ] |
| 第23回クリティクス・チョイス・アワード             | 2018年 1月11日    | アクション映画賞                           | 猿の惑星: 聖戦記 | ノミネート | [ 70 ]        |
| 第23回クリティクス・チョイス・アワード             | 2018年 1月11日    | 視覚効果賞                                 | 猿の惑星: 聖戦記 | 受賞       | [ 70 ]        |
| ジョージア映画批評家協会賞                         | 2018年 1月12日    | 主演男優賞                                 | アンディ・サーキス | ノミネート | [ 71 ]        |
| ジョージア映画批評家協会賞                         | 2018年 1月12日    | 作曲賞                                     | マイケル・ジアッチーノ | ノミネート | [ 71 ]        |
| 第24回全米映画俳優組合賞                           | 2018年 1月21日    | スタント・アンサンブル賞                   | 猿の惑星: 聖戦記 | ノミネート | [ 72 ] [ 73 ] |
| 第22回美術監督組合賞                               | 2018年 1月27日    | ファンタジー映画部門美術賞                 | ジェームズ・チンランド | ノミネート | [ 74 ]        |
| 第45回アニー賞                                     | 2018年 2月3日     | 実写作品キャラクター・アニメーション賞     | - ダニエル・バレット - シドニー・コンボ＝キントンボ - エミール・ゴライエブ - ルイスマ・ラヴィン・ペルド - アレッサンドロ・ボノラ | 受賞       | [ 75 ]        |
| 第22回サテライト賞                                 | 2018年 2月10日    | 編集賞                                     | ウィリアム・ホイ | 受賞       | [ 76 ]        |
| 第22回サテライト賞                                 | 2018年 2月10日    | 作曲賞                                     | マイケル・ジアッチーノ | ノミネート | [ 76 ]        |
| 第22回サテライト賞                                 | 2018年 2月10日    | 音響賞                                     | 猿の惑星: 聖戦記 | ノミネート | [ 76 ]        |
| 第22回サテライト賞                                 | 2018年 2月10日    | 視覚効果賞                                 | 猿の惑星: 聖戦記 | ノミネート | [ 76 ]        |
| 第16回視覚効果協会賞                               | 2018年 2月13日    | 実写映画部門視覚効果賞                     | - ジョー・レッテリ - ライアン・スタフォード - ダニエル・バレット - ダン・レモン - ジョエル・ウィスト | 受賞       | [ 77 ]        |
| 第16回視覚効果協会賞                               | 2018年 2月13日    | 実写映画部門アニメキャラクター賞           | - エテュアティ・テーマ - エイダン・マーティン - フロリアン・フェルナンデス - マティアス・ラーセルド - （バッド・エイプの描写） | ノミネート | [ 77 ]        |
| 第16回視覚効果協会賞                               | 2018年 2月13日    | 実写映画部門アニメキャラクター賞           | - デニス・ヨー - ルドヴィク・シャイロー - ダグラス・マクヘイル - ティム・フォーブス - （シーザーの描写） | 受賞       | [ 77 ]        |
| 第16回視覚効果協会賞                               | 2018年 2月13日    | 実写映画部門環境製作賞                     | - クリス・マクローリン - ライアン・サルコム - スンジン・ウー - フランチェスコ・デルアンナ - （砦の描写） | ノミネート | [ 77 ]        |
| 第16回視覚効果協会賞                               | 2018年 2月13日    | 実写映画部門環境製作賞                     | - フィリップ・レオンハート - ポール・ハリス - ジェレミー・フォート - トーマス・ロー - （収容所の描写） | ノミネート | [ 77 ]        |
| 第16回視覚効果協会賞                               | 2018年 2月13日    | 実写映画部門シミュレーション効果賞         | - デヴィッド・ケイロ・セブリアン - ジョナサン・ニクソン - チェット・リーヴァイ - ゲイリー・ボイル | 受賞       | [ 77 ]        |
| 第16回視覚効果協会賞                               | 2018年 2月13日    | 実写映画部門合成賞                         | - クリストフ・ザルツマン - ロビン・ホランダー - ベン・モーガン - ベン・ワーナー | 受賞       | [ 77 ]        |
| 第71回英国アカデミー賞                             | 2018年 2月18日    | 視覚効果賞                                 | - ダニエル・バレット - ダン・レモン - ジョー・レッテリ - ジョエル・ウィスト | ノミネート | [ 78 ]        |
| ゴールデン・リール賞                               | 2018年 2月18日    | 台詞/ADR賞                                 | - 音響監修： - ダグラス・マーレー - ウィル・フィールズ - 台詞監修： - R・J・カイザー - 音声編集： - キム・フォスカート - P・K・フッカー - ダグ・ジャクソン - リンジー・アルバレス - ADR編集： - ローラ・グラハム - ジム・ブルックシャー | 受賞       | [ 79 ]        |
| ゴールデン・リール賞                               | 2018年 2月18日    | 効果/擬音賞                                | - 音響監修： - ダグラス・マーレー - ウィル・フィールズ - 音響効果： - デヴィッド・グリマルディ - ジャック・ウィテカー - ケン・マクギル - P・K・フッカー - ダグ・ジャクソン - リンジー・アルバレス - 擬音編集： - ジョン・モリス - マシュー・ハリソン - トム・ブレナン - ウィラード・オーバーストリート - 擬音アーティスト： - ダン・オコンネル - ジョン・T・クッチ | ノミネート | [ 80 ]        |
| 国際映画音楽批評家協会賞                           | 2018年 2月22日    | 作曲賞                                     | マイケル・ジアッチーノ | ノミネート | [ 81 ] [ 82 ] |
| 国際映画音楽批評家協会賞                           | 2018年 2月22日    | ファンタジー/SF/ホラー映画作曲賞           | マイケル・ジアッチーノ | 受賞       | [ 81 ] [ 82 ] |
| 国際映画音楽批評家協会賞                           | 2018年 2月22日    | 映画音楽作曲賞                             | - エンドクレジット - マイケル・ジアッチーノ | 受賞       | [ 81 ] [ 82 ] |
| 第90回アカデミー賞                                 | 2018年 3月4日     | 視覚効果賞                                 | - ダニエル・バレット - ダン・レモン - ジョー・レッテリ - ジョエル・ウィスト | ノミネート | [ 83 ]        |
| 第44回サターン賞                                   | 2018年 6月27日    | SF映画賞                                   | - ピーター・チャーニン - ディラン・クラーク - リック・ジャッファ - アマンダ・シルヴァー | ノミネート | [ 84 ] [ 85 ] |
| 第44回サターン賞                                   | 2018年 6月27日    | 監督賞                                     | マット・リーヴス | ノミネート | [ 84 ] [ 85 ] |
| 第44回サターン賞                                   | 2018年 6月27日    | 主演男優賞                                 | アンディ・サーキス | ノミネート | [ 84 ] [ 85 ] |
| 第44回サターン賞                                   | 2018年 6月27日    | 特殊効果賞                                 | - ジョー・レッテリ - ダン・レモン - ダニエル・バレット - ジョエル・ウィスト | ノミネート | [ 84 ] [ 85 ] |